# Aguda Point
Der Aguda Point (englisch, spanisch Punta Aguda, im Vereinigten Königreich Eclipse Point, in Chile Punta Natho) ist eine Landspitze im Nordwesten der Kiew-Halbinsel an der Danco-Küste des Grahamlands auf der Antarktischen Halbinsel. Am Südufer der Flandernbucht markiert sie die östliche Begrenzung der Einfahrt zur Hidden Bay.
Erstmals kartiert wurde sie bei der Belgica-Expedition (1897–1899) des belgischen Polarforschers Adrien de Gerlache de Gomery. Ihr Name taucht erstmals auf argentinischem Kartenmaterial aus dem Jahr 1957 auf. Die Benennung ist vermutlich deskriptiv; das spanische aguda bedeutet so viel wie „scharf“ oder „spitz“. Das Advisory Committee on Antarctic Names übertrug diese Benennung 1965 ins Englische. Das UK Antarctic Place-Names Committee benannte sie dagegen 1959 nach dem Umstand, dass die Landspitze von den nordwestlich vorgelagerten Screen Islands verdeckt wird (englisch eclipse ‚Verdunkelung, Finsternis‘). Namensgeber der chilenischen Benennung ist Alfredo Natho Davidson, Leiter der 4. Chilenischen Antarktisexpedition (1949–1950).